# Carl Wilhelm Niemeyer
Carl Wilhelm Niemeyer (* 22. Juni 1804 in Lübeck; † 30. Dezember 1842 ebenda) war ein deutscher evangelisch-lutherischer Geistlicher und Hymnologe. 

## Leben
Carl Wilhelm Niemeyer stammte aus einer Pastorenfamilie. Er war der einzige Sohn des Archidiaconus am Lübecker Dom Heinrich Friedrich Niemeyer (1762–1853) und dessen Frau Ulrica Friederica Wilhelmina Johanna, geb. von Brömbsen, einer Tochter des Domherrn Friedrich August von Brömbsen (1747–1797). Er besuchte bis zu deren Auflösung 1812 die Schule von David Theodor August Suabedissen und dann das Katharineum zu Lübeck. Ab Ostern 1823 studierte er Evangelische Theologie an der Universität Halle. Hier wohnte er bei seinem Verwandten, dem Kanzler der Universität August Hermann Niemeyer. Er setzte seine Studien im Oktober 1824 an der Universität Heidelberg fort und beendete sie an der Universität Göttingen. 
Im Herbst 1827 kehrte er nach Lübeck zurück und wurde Kandidat des Geistlichen Ministeriums. Wie damals üblich, wurde er zunächst Hauslehrer in der Familie der Gräfin Guldensteen.  Daneben leitete er den Lesezirkel der Lübecker Geistlichen. Am 15. März 1831 wurde er durch das Wahlkollegium der Aegidienkirche zum Diaconus (3. Pastor) berufen. Hier war schon sein Vater vor seiner Berufung an den Dom 21 Jahre lang tätig gewesen. Ab 1833 war er Archidiaconus (2. Pastor).
Über seine Gemeinde hinaus war Niemeyer vielfältig tätig. Im Lübecker Geistlichen Ministerium war er Prüfer im Fach Kirchengeschichte sowie führender Mitarbeiter am 1839 herausgegebenen Entwurf zu einem neuen Lübecker Gesangbuch. Er starb nach einem „langen und schweren Leidenskampf“ schon 1842.

## Ehrungen
- 1838 Gedenkmünze Bene Merenti[4]

## Werke
- Commentatio de tempore quo epistola ad Galatas conscripta sit.  [Gratulationsschrift zum 50jähr. Amtsjubiläum von August Hermann Niemeyer] Göttingen: Huth 1827